# Klorofil
Klorofíl (iz grščine chloros - zelen, phyllos - list) je zeleno barvilo v rastlinah, algah in modrozelenih cepljivkah, ki je zelo pomembno v procesu fotosinteze. Kemijsko je heterociklična aromatska spojina z ionom magnezija v sredini obroča in več stranskimi verigami. Glede na zgradbo stranskih verih ločimo več tipov klorofilov. So del beljakovinskih kompleksov v notranjih membranah kloroplastov, ki jim pravimo fotosistemi.
Klorofil absorbira modri in rdeči del spektra in odbija zelenega, kar daje rastlinam značilno zeleno barvo. Ko vanj zadene foton ustrezne valovne dolžine, se magnezijev ion v molekuli klorofila vzbudi in odda elektron naslednji molekuli v fotosintetski kaskadi, kjer se elektron vključi v elektronsko transportno verigo. Tako se energija fotona na koncu porabi za izgradnjo energijsko bogatih organskih snovi, predvsem ATP.
Obroč je po zgradbi enak hemu, aktivnemu delu molekule hemoglobina (sestavni del krvi), le da ima ta namesto magnezijevega iona, ion železa.